# Semigyalecta
Semigyalecta is een monotypisch geslacht in de familie Gyalectaceae. Het bevat alleen de soort Semigyalecta paradoxa.